# 八列平蘚
八列平蘚（学名：Neckera konoi）为平蘚科平蘚屬下的一个种。